# Nicolas Plestan
Nicolas Plestan (ur. 2 czerwca 1981 w Nicei) – francuski piłkarz występujący na pozycji obrońcy. Mierzy 184 cm wzrostu.

## Kariera
Nicolas Plestan jest wychowankiem klubu AS Monaco. W sezonie 2001/2002 przebywał na wypożyczeniu w drugoligowym AC Ajaccio. W 2003 roku przeszedł za darmo do Lille OSC. W sezonie 2009/2010 był graczem rezerwowym – rozegrał w nim 5 meczów. W 2010 roku przeszedł do niemieckiego klubu FC Schalke 04.